# قطان

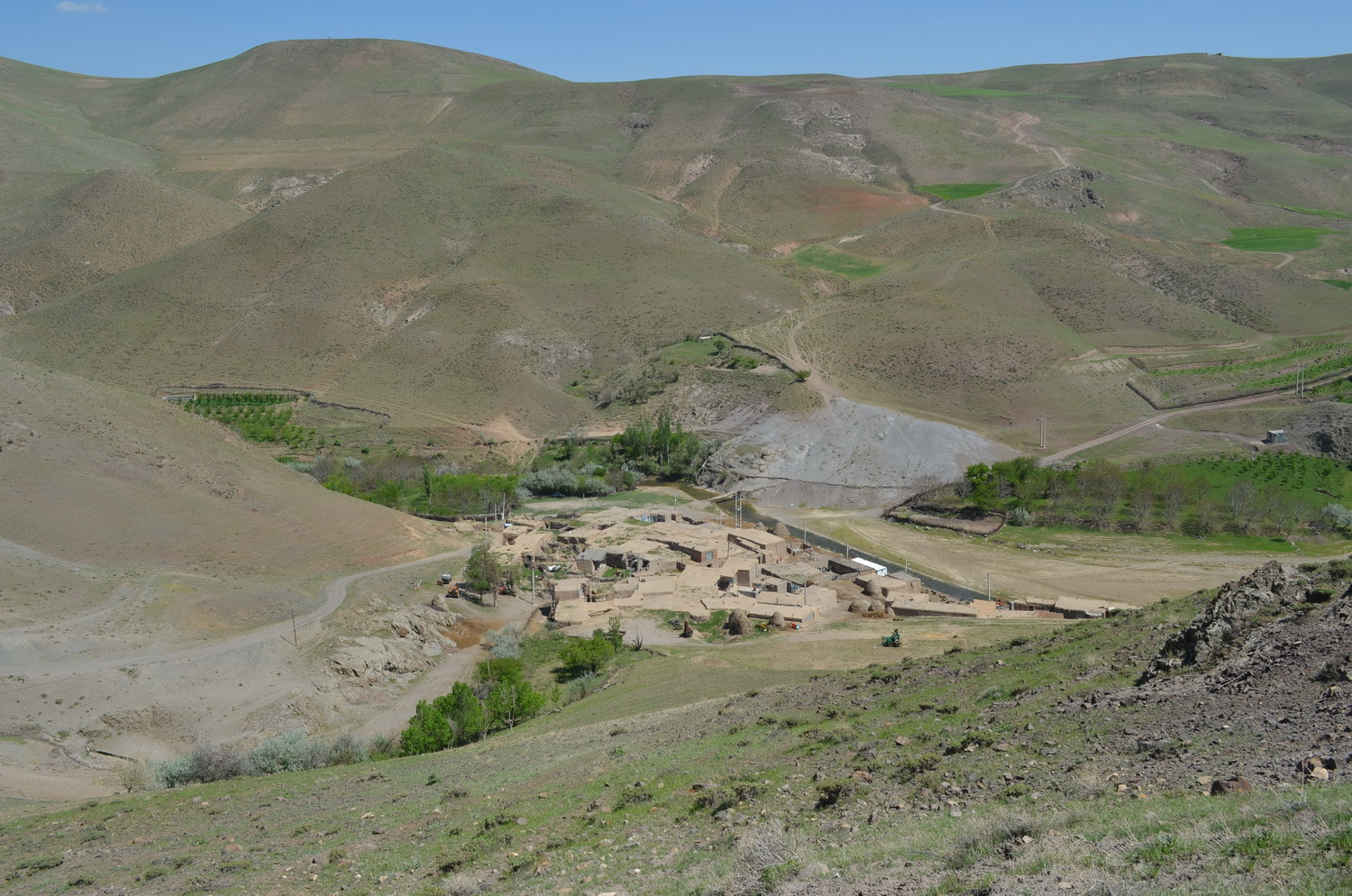
نمایی از روستای قطان در استان آذربایجان شرقی - ۱۳۹۳

قطان یکی از روستاهای استان آذربایجان شرقی است که در دهستان سراجوی جنوبی بخش سراجو شهرستان مراغه واقع شده‌است.